# La Sauvageonne

La Sauvageonne est un téléfilm de la série L'Éveil Hebdo réalisé par Stéphane Bertin et diffusé pour la première fois le 11 octobre 1997 sur France 3.

## Synopsis
Les enquêtes insolites de la rédaction de l'Éveil, hebdomadaire d'un petit village du sud est de la France. 						
Marc et Caro apprennent qu'une factrice a trouvé, au bord de l'eau, une petite fille sauvage. Ils se lancent sur la piste pour essayer de comprendre d'où vient l'enfant et qui elle est.

## Fiche technique
- Réalisateur : Stéphane Bertin
- Scénario et dialogues : Pierre Fabre, Thierry Bourcy
- Musique : Pepe Tannemyr
- Dates de diffusion : le 11 octobre 1997 sur France 3
- Société de Production: Millésime Productions, France 3, France 3 Toulouse
- Pays d'origine :   France
- Durée : 90 minutes '58

## Distribution
- Dominique Guillo : Marc
- Sandrine Caron : Sandrine
- Bernard Fresson : Féfé
- Michèle Moretti : Martine
- Philippe du Janerand : Armand
- Dora Doll : Marguerite Gadin
- Philippe Laudenbach : M. de La Rosière
- Frédérique Tirmont : Mme de La Rosière
- Noémie Kocher : Hélène
- Nathalie Dorval : Elisabeth Duchernoy
- Manon Siri : Anna, la sauvageonne
- Emeline Drouin : Sophie
- Michel Valmer : le curé
- Jean-Michel Meunier : Bruno Ayora
- Jean-Luc Borras : Labadie
- François Siener : Maubas
- Olivier Rabourdin : Martin Duchernoy